# Strymon progressa
Strymon progressa är en fjärilsart som beskrevs av Tutt. Strymon progressa ingår i släktet Strymon och familjen juvelvingar. Inga underarter finns listade i Catalogue of Life.